# George Washington (inventor)

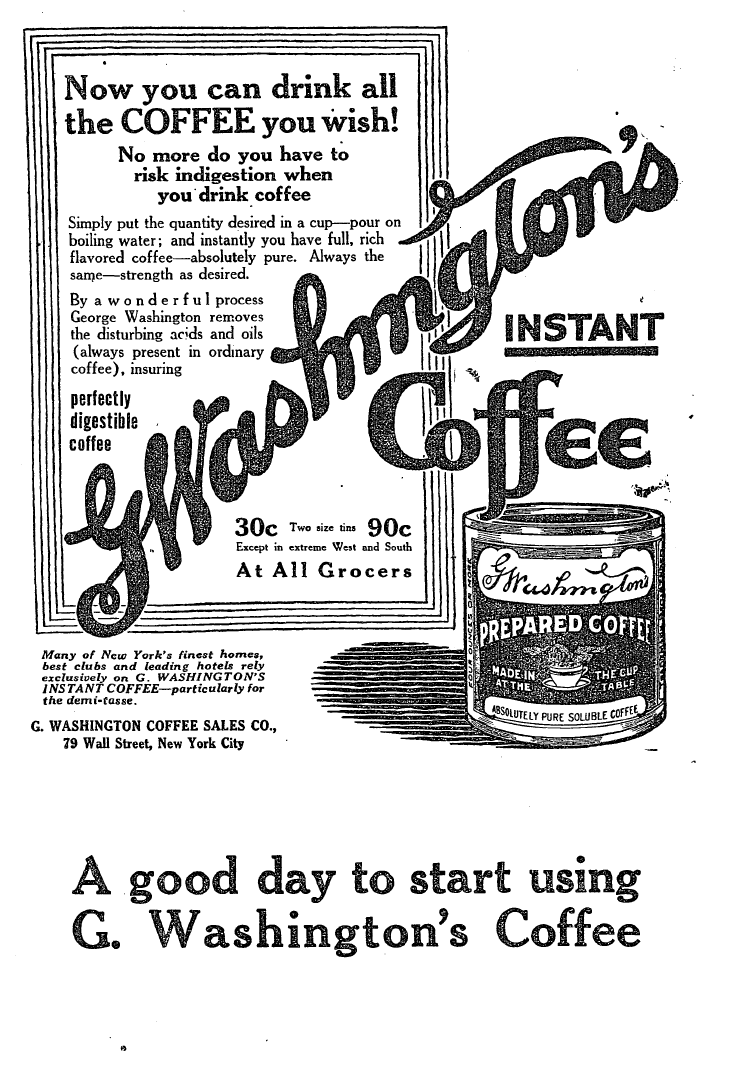
Um anúncio pré-Primeira Guerra Mundial apresentou a G Washington's Coffee ao público. Anúncio do The New York Times, em 23 de fevereiro de 1914.

George Constant Louis Washington[nota 1] (Kortrijk, 20 de maio de 1871 – Condado de Morris, 29 de março de 1946) foi um inventor e empresário estadunidense. Ele é mais lembrado por sua invenção de um processo inicial de café instantâneo e pela empresa que ele fundou para produzi-lo em massa, a G. Washington Coffee Company.
Emigrante da Bélgica, seu país natal, ele chegou à área de Nova Iorque em 1897, e se envolveu em vários campos técnicos antes de iniciar a fabricação de café instantâneo durante uma estada na América Central em 1906 ou 1907. Ele começou a vender seu café em 1909 e fundou uma empresa para fabricá-lo em 1910. Com sede em Nova Iorque e Nova Jérsei, sua empresa prosperou e se tornou um importante fornecedor militar durante a Primeira Guerra Mundial. Os produtos da empresa também foram anunciados nos jornais de Nova Iorque e no rádio. O sucesso de sua empresa enriqueceu Washington, e ele morou em uma mansão no Brooklyn e depois se mudou para uma propriedade rural em Nova Jérsei em 1927. Nesse mesmo ano, perdeu uma disputa com as autoridades fiscais. Washington era casado e tinha três filhos.
A empresa de Washington foi vendida para a American Home Products em 1943, pouco antes de sua morte. Embora a marca de café tenha sido descontinuada em 1961, o nome de Washington ainda é usado hoje no produto G. Washington's Seasoning & Broth.